# Martin Stephan
Martin Stephan (1777–1846) est un pasteur de l'église luthérienne Saint-Jean à Dresde, en royaume de Saxe, au début du XIXe siècle. Il organise l'émigration saxonne vers les États-Unis au début du XIXe siècle.

## Biographie
Martin Stephan est né le 13 août 1777 à Štramberk, en margraviat de Moravie, de parents autrichiens, allemands et tchèques. Martin fréquente le gymnase St. Elizabeth à Breslau, parrainé par le piétiste et pasteur local Johann Ephraim Scheibel, recteur du gymnase et père de Johann Gottfried Scheibel, professeur à l'université de Breslau. Il fréquente ensuite l'Université de Halle et l'Université de Leipzig de 1804 à 1809.
Stephan devient pasteur à Haber, en Bohême, en 1809. En 1810, il devient le pasteur de St. John's à Dresde, une église à charte spéciale qui a ses origines chez ceux qui ont fui la Moravie et la Bohême en 1650. Stephan prêche en tchèque et en allemand. Pendant les 30 années suivantes, il est connu pour son enseignement et sa prédication. Il dirige la protestation contre les pratiques oppressives du Consistoire d'État de Saxe dans l'Église d'État protestante luthérienne de Saxe. Il est attaqué par les pasteurs rationalistes pour sa position confessionnelle et orthodoxe. Stephan continue à maintenir les pratiques bibliques et sacramentelles dans son église.
En 1824, Stephan commence à considérer l'Amérique comme un endroit où pratiquer la foi sans harcèlement. Lui et dix autres hommes forment une Gesellschaft ou société pour l'émigration de Dresde à St. Louis, Missouri. Il organise l'émigration de 665 personnes en novembre 1838 de Brême vers la Nouvelle-Orléans sur cinq navires. Lorsque quatre des cinq navires débarquent au port de la Nouvelle-Orléans, Martin Stephan est élu évêque de ce petit groupe de luthériens, selon les règlements de voyage de l'Emigration Society. Forster indique que Stephan n'a été nommé évêque initialement que par les passagers et le clergé à bord de l'Olbers à peu près au moment où ce navire est entré dans les eaux du golfe du Mexique. Forster déclare: "Le 14 janvier 1839 ... ils ont fait de Stephan leur évêque et l'ont doté d'un pouvoir libéral pour s'acquitter des fonctions de sa charge. " Seuls quatre des cinq navires d'immigrants sont arrivés en toute sécurité à la Nouvelle-Orléans (l'Amalia n'est jamais arrivé) et les navires sont arrivés à des moments différents au cours de quelques semaines.
Au bout de deux mois, les immigrants saxons achètent des terres dans le comté de Perry, Missouri, au confluent du ruisseau Brazeau et du Mississippi. Ils y construisent des maisons, des villes, des écoles et des églises. L'organisation de la communauté est perturbée lorsque Stephan est accusé d'inconduite sexuelle (comme il l'avait été auparavant en Allemagne). Les pasteurs GH Loeber et CFW Walther informent les dirigeants laïcs de cette confession. Walther fait deux voyages dans le comté de Perry pour préparer la déposition de Stephan.
Stephan se retrouve rapidement mêlé à d'autres affaires. Le 30 mai 1839, Stephan est déposé et excommunié de la communauté pour inconduite sexuelle et détournement de fonds, laissant CFW Walther comme principal ecclésiastique. Stephan est envoyé de l'autre côté de la rivière dans la nature près de Kaskaskia, dans l'Illinois, suivi de l'une des femmes qu'il était accusé de fréquenter et qui reste avec lui jusqu'à sa mort.
Stephan continue à célébrer le culte au palais de justice du comté de Kaskaskia toutes les deux semaines. Il enseigne l'allemand et prêche dans d'autres églises protestantes jusqu'à ce qu'il soit appelé en 1845 comme pasteur à l'église luthérienne Trinity à Horse Prairie, une église rurale à quelques kilomètres à l'est de Red Bud, dans l'Illinois. Stephan y est pasteur pendant quatre mois jusqu'à sa mort le 26 février 1846 à Prairie, Illinois,. Selon la coutume, le cercueil de Stephan est transporté trois fois autour de l'église avant d'être enterré au cimetière de Trinity. Une clôture est placée autour de la tombe et une croix de 10 pieds ( Unité «  » inconnue du modèle {{Conversion}}.) est érigée. Un monument commémoratif est érigé par la congrégation en 1988.